# Aethionema transhyrcanum
Aethionema transhyrcanum är en korsblommig växtart som först beskrevs av Ekaterina Georgiewna Czerniakowska, och fick sitt nu gällande namn av Nikolaj Adolfovitj Busj. Aethionema transhyrcanum ingår i släktet Aethionema och familjen korsblommiga växter. Inga underarter finns listade i Catalogue of Life.